# Culpa in contractu
Culpa in contractu (latin) är en juridisk term för oaktsamhet inom avtal. Termen beskriver typiskt sett då en avtalspart, genom oaktsamhet, orsakar en annan part skada inom ett rådande avtal.